# Christoph Düring
Christoph Düring war ein fränkischer Gutsbesitzer und Ökonom in Lohr am Main sowie ein bayerischer Politiker, der der Ersten und Zweiten Bayerischen Ständeversammlung ab der Wahlperiode 1837–1842 angehörte. Er schied 1839 aus.

## Leben
Bei der Wahl von neun Abgeordneten des Untermainkreises für die Ständekammer der Gutsbeitzer ohne Gerichtsbarkeit im Jahre 1831 wurde Düring nur als Siebter der Ersatzmänner gewählt.
Nach den Wahlen zwischen dem 7. Dezember 1836 und spätestens bis 25. Dezember 1836 zur Bayerischen Kammer der Abgeordneten wurde Düring als 56. Abgeordneter gelistet und vertrat neben neun weiteren Abgeordneten den Untermainkreis.
Während der Sitzungsperiode wohnte er in der Münchener Sonnen-Straße Nr. 6 im 3. Stock.